# Empordà (DO)
Pour l’article homonyme, voir Empordà (homonymie).
L'empordà est un vin espagnol bénéficiant d'une dénomination d'origine protégée. (empordà est le nom catalan ; en espagnol, il porte le nom d'ampurdàn)
Il appartient au vignoble de Catalogne. Il est situé au nord, proche de la frontière française.

## Histoire

### Antiquité
L'histoire de la viticulture dans la plaine de l'Empordà débute au VIe siècle av. J.-C., lors de l'introduction de la vigne, de la culture vinique et de son commerce par les Grecs.
Durant l'empire romain, de nombreux documents attestent de la production et du commerce de vins de cette région.

### Moyen Âge
Durant cette époque, la viticulture devient une science perpétuée et améliorée par les moines. Ceux du monastère de Sant Pere de Rodes aménagent les pentes en vigne en terrasses. Un caviste, Ramón Pere de Noves, a laissé un traité d'œnologie médiévale. Il était probablement moine de San Pere de Rodes.

### Époques moderne et contemporaine
L'influence de la viticulture est particulièrement manifeste au cours des XVIIIe et XIXe siècles. La démographie montre une croissance supérieure en zone viticole, le paysage est remodelé par la construction de murets de pierres sèches pour la culture en terrasses ou de cabanes de vigne.
Cet âge d'or disparaît avec l'arrivée du phylloxera. Il pénètre d'ailleurs en Catalogne par le vignoble d'Empordà. La replantation de la vigne sur des ceps greffés, permet de reprendre la production.
Au XXe siècle, la création de caves coopératives, encouragée par les dirigeants politiques, a permis d'initier un bond qualitatif du vin : construction de chais modernes et mécanisés, sensibilisation à la propreté des locaux, donnant l'exemple à la viticulture individuelle qui accomplit les mêmes progrès. En parallèle, des innovations en matière commerciale et de marketing ont contribué à doter les vins d'empordà d'une reconnaissance croissante. En revanche, l'aire plantée en vigne n'a jamais retrouvé les chiffres pré-phylloxeriques.

## Étymologie
Les Grecs nommèrent Empúries la ville qu'ils fondèrent. Le nom a évolué en Emporiae sous l'Empire romain, puis Empordà.

## Géographie

### Situation

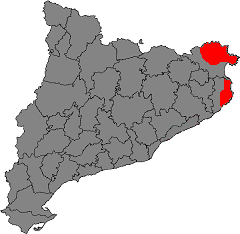
Situation géographique en Catalogne.

Le vignoble est situé au nord-est de la Catalogne, en bordure de la mer Méditerranée dans la province de Gérone. Il est divisé en deux zones sur les comarques d'Alt Empordà et Baix Empordà, séparées par la vallée du Fluvia.

### Géologie et orographie

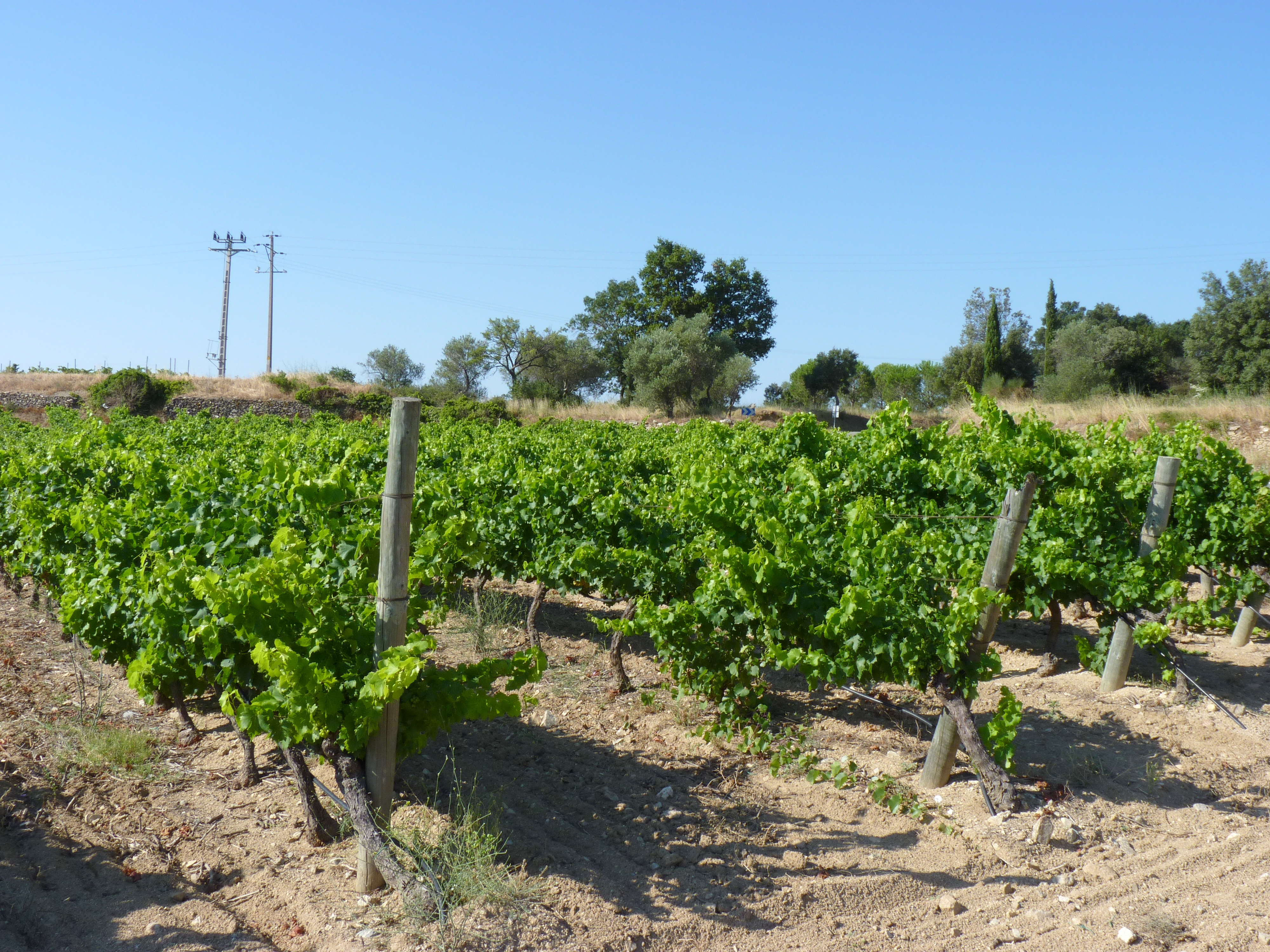
Vigne au sol travaillé. Il présente une structure fine de type sableuse.

La nature des sols est aussi bipartie. Les coteaux sont constitués de roches métamorphiques (ardoise) et plutoniques (granite). Leur pH est acide. Les bas de pentes sont constitués de roches sédimentaires.
Le relief s'étale du niveau de la mer jusqu'à 260 mètres d'altitude. Les zones les plus pentues exigent l'aménagement de terrasses, tant leur pente est forte.

### Climatologie
L'aire d'appellation bénéficie d'un climat méditerranéen. Les hivers sont doux et les étés chauds et secs. Toutefois, les excès de température sont modérés par l'influence de la mer. La région est soumise à un régime venteux fort. La Tramontane en particulier éloigne les maladies cryptogamiques par son effet asséchant et rafraichissant. Son action s'accompagne souvent d'effet de foehn ; c'est le cas de la Catalogne, derrière le relief des Pyrénées. C'est un climat particulièrement bien adapté à la viticulture, permettant à la fois d'y cultiver des raisins destinés à des vins secs équilibrés, et des vins doux naturels. Un épisode gélif en mars ou avril peu anéantir le travail de toute une année pour le viticulteur.
| Mois                              | jan. | fév. | mars | avril | mai  | juin | jui. | août | sep. | oct. | nov. | déc. | année |
| --------------------------------- | ---- | ---- | ---- | ----- | ---- | ---- | ---- | ---- | ---- | ---- | ---- | ---- | ----- |
| Température minimale moyenne (°C) | 1    | 2    | 3,9  | 5,8   | 10   | 13,9 | 16,7 | 16,8 | 14   | 9,6  | 4,8  | 2,1  | 8,4   |
| Température moyenne (°C)          | 6,9  | 8    | 10   | 11,8  | 15,8 | 19,6 | 22,9 | 22,9 | 19,8 | 15,3 | 10,4 | 5,8  | 14,3  |
| Température maximale moyenne (°C) | 12,8 | 13,9 | 16,2 | 17,8  | 21,6 | 25,4 | 29,2 | 29   | 25,7 | 20,9 | 16   | 13,4 | 20,2  |
| Ensoleillement (h)                | 147  | 152  | 172  | 182   | 218  | 233  | 288  | 260  | 195  | 165  | 146  | 132  | 2 290 |
| Précipitations (mm)               | 65   | 44   | 53   | 67    | 80   | 66   | 30   | 48   | 68   | 83   | 70   | 63   | 724   |

Les relevés moyens de la station météorologique de Gérone reflètent les grandes tendances du climat local. Les précipitations sont régulières. Les éventuels excès du printemps sont annulés par la relative sécheresse des mois de juin et juillet. L'automne plus humide est un paramètre capital dans le devenir des millésimes. Couplé avec le vent marin, ce phénomène peut devenir un épisode cévenol aux effets dévastateurs.

## Vignoble

### Encépagement

#### Cépages rouges
Les vins rouges proviennent de deux cépages principaux : le samsó, nom local du carignan N et le lledoner, nom local du grenache noir N. Il peut leur être adjoint les cépages complémentaires cabernet sauvignon N, cabernet franc N, merlot N, monastrell N, nom local du mourvèdre N, tempranillo N, syrah N ou lledoner pelut N.
Dans les faits, le cépage prépondérant est le samsó. Les variétés françaises, cabernets, merlot et syrah ont été introduites récemment.

#### Cépages blancs
Les vins blancs sont élaborés à base de grenache blanc B, viura, nom local du macabeu B et du muscat d'Alexandrie B. Les cépages complémentaires sont le chardonnay B, le gewurztraminer Rs, le malvoisie B, le muscat blanc à petits grains, B, le piquepoul blanc B, le sauvignon B et le xarel·lo B.
En réalité, l'essentiel des volumes est constitué de grenache et de macabeu. Le muscat et le xarel·lo sont minoritaires, comme les cépages exogènes récents, donc encore peu présents dans les vignes.

### Pratiques viticoles

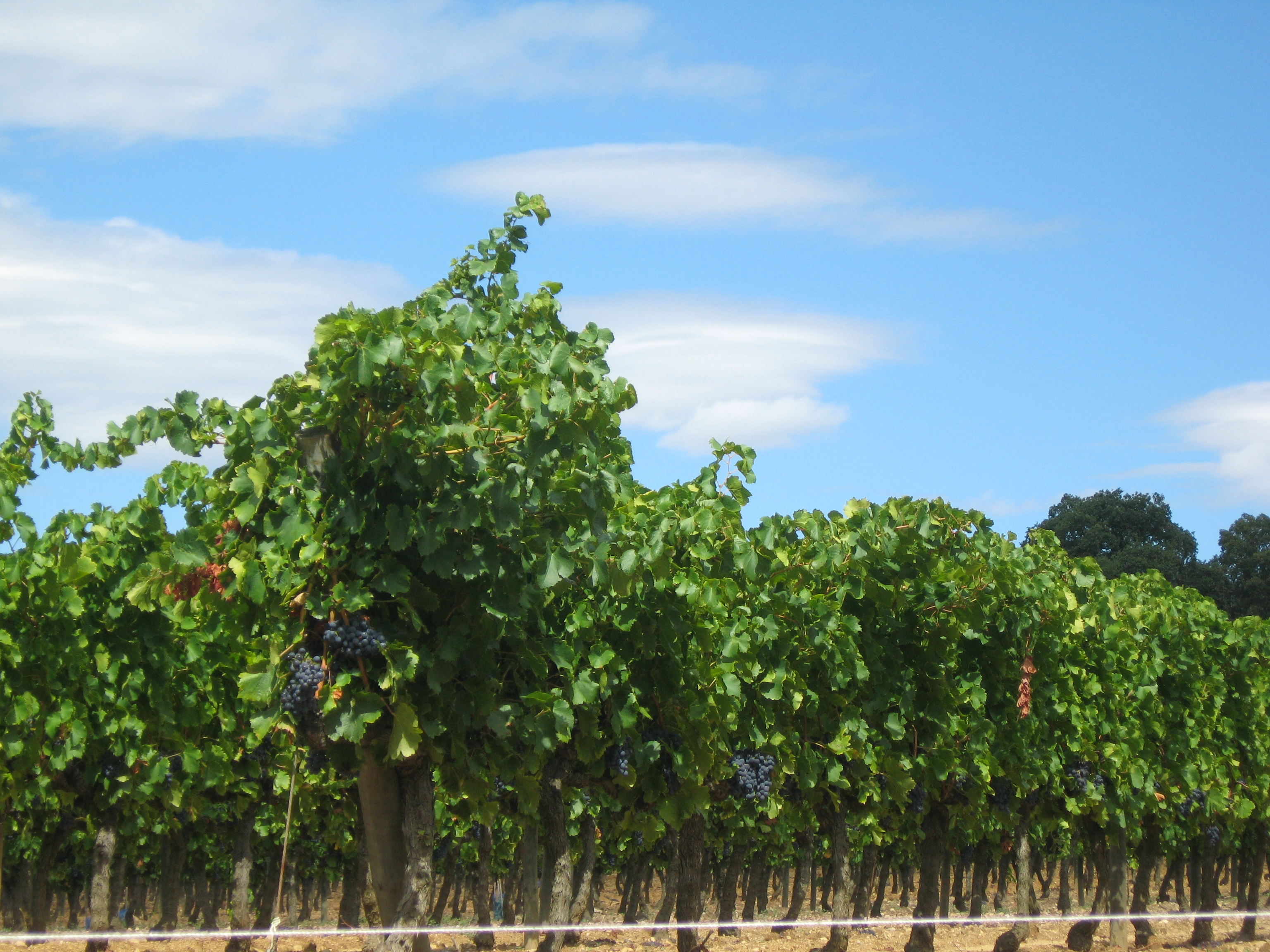
Raisin à maturité à Capmany.

Les meilleurs vins proviennent de vignes âgées de plus de trente ans, cependant, le conseil régulateur de l'appellation n'est pas resté sourd aux innovations : le vignoble est en cours de rénovation, en parallèle avec l'introduction de nouveaux cépages dans l'encépagement.

## Vin

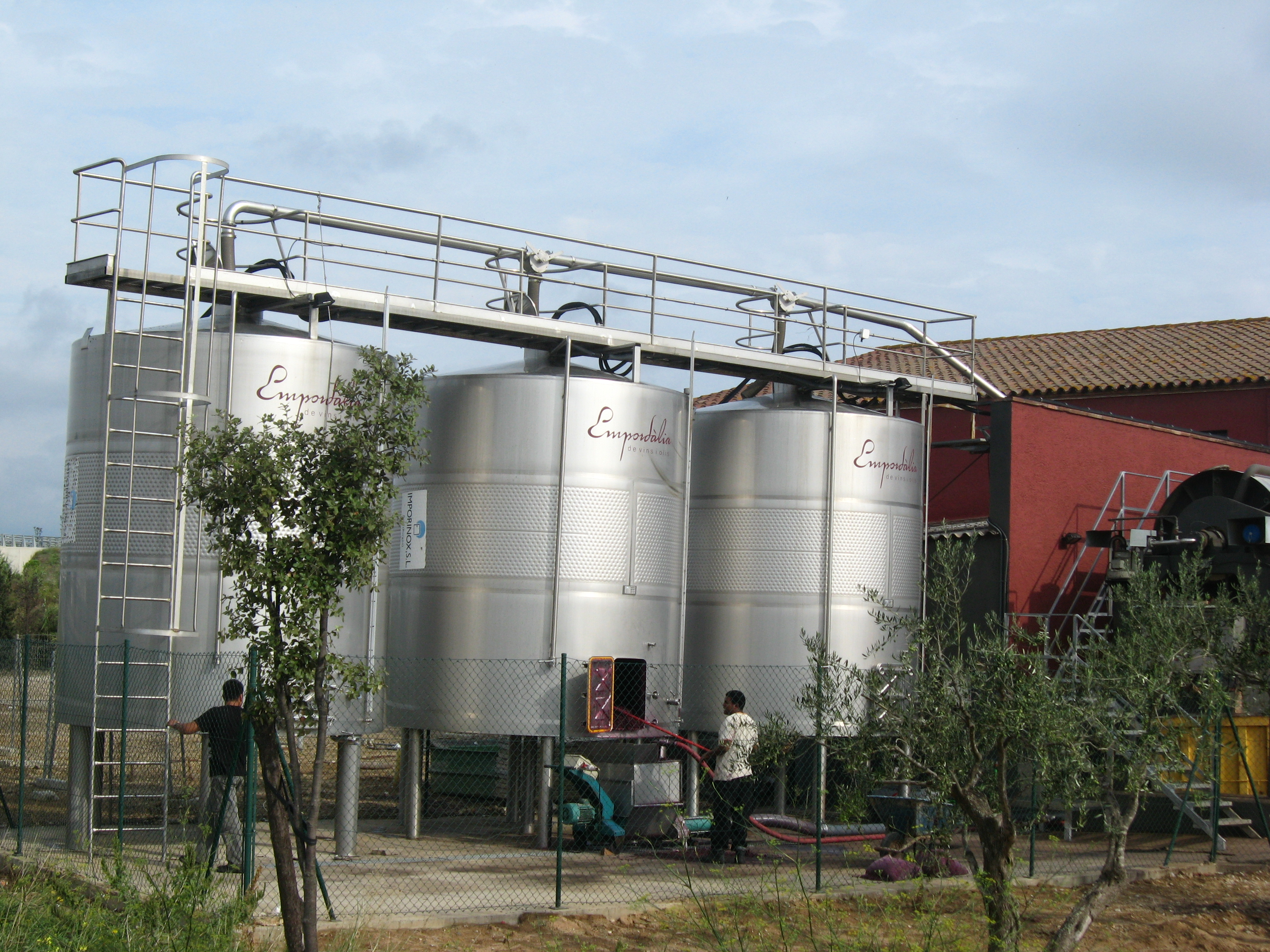
Cuves à vin à Vilajuïga.

### Types de vins et vinification

#### Vins secs
Traditionnellement, la majorité des vins sont des vins rosés. Ils sont issus de cépages rouges vinifiés en blanc, mais aussi d'assemblage de cépages blancs et rouges. Ils sont aromatiques, de couleur cerise et rafraichissants grâce à un titre alcoométrique modéré.
Les vins blancs sont frais. Leurs arômes peuvent varier selon les cépages utilisés. Les vins effervescents sont commercialisés sous la dénomination cava.
Les vins rouges, à base de carignan et additionnés de grenache et parfois de cépages accessoires, sont des vins puissants et riches en alcool. Ils sont vieillis plusieurs années afin d'affiner les tanins du carignan. Selon la classification espagnole, leur étiquetage précise le mode d'élevage : le crianza a vieilli trois ans dont au moins six mois en barrique ou foudre de bois de chêne et le reserva y a séjourné un an sur un élevage de trois ans.
Depuis les années 1980, la plupart des producteurs élaborent un vin primeur. Vinifié par macération carbonique comme ceux du beaujolais nouveau, il est livré à la consommation à l'automne, étiqueté « vin nouveau de l'empordà ». (vino joven del Amporià)

#### Grenache de l'empordà
Un vin doux naturel nommé garnatxa de l'empordà est élaboré à base de grenache noir N. Le raisin surmûri est ensuite exposé au soleil pour perdre encore un peu de son eau, selon le procédé du passerillage. Une fois atteint le taux de sucre voulu par le producteur, le raisin peut être, ou non, éraflé avant le début de la fermentation alcoolique. Cette dernière est interrompue par mutage à l'alcool. Le titre alcoométrique acquis lors du mutage avoisine les 15 % ; il est incompatible avec la poursuite de la fermentation. Les levures meurent et le sucre résiduel ne craint pas de refermenter. Le vin est ensuite vieilli en barrique ou foudre de chêne. Sa couleur prend progressivement une teinte ambrée.
À table, il peut être servi de l'apéritif au dessert. Le foie gras, les fromages persillés et les desserts le mettent en valeur. Il peut aussi convenir avec des plats de viande en sauce aigre-douce, les plats rôtis, cuits à l'étouffée, les fèves et pois. Dans la cuisine catalane, il est conseillé avec l'oie aux poires ou les boutifarres.
Ce vin faillit disparaître. La tentative de relance est entravée par son nom : il fait autant référence au cépage grenache qu'à un terroir et peine à trouver une reconnaissance face à ses cousins de catalogne du nord (Roussillon) et à la réputation fermement établie : banyuls, grenache de rivesaltes et maury,.

#### Muscat de l'empordà
La culture des muscats occupe une aire relativement faible mais permet l'élaboration du moscatell de l'empordà. Ce vin doux naturel est issu du mutage à l'alcool d'un vin de muscat en cours de fermentation. Le produit final contient du sucre résiduel et vieillit en barrique ou en foudre, prenant une teinte ambrée.
La cave coopérative d'Espolla élabore un moscatell embouteillé jeune, destiné à être bu dans l'année. Il offre alors des arômes fruités et fleuris. Pour mettre en valeur son style plus proche du muscat de Rivesaltes que du moscatell, ce vin a été nommé « muscat d'empordà »

## Culture

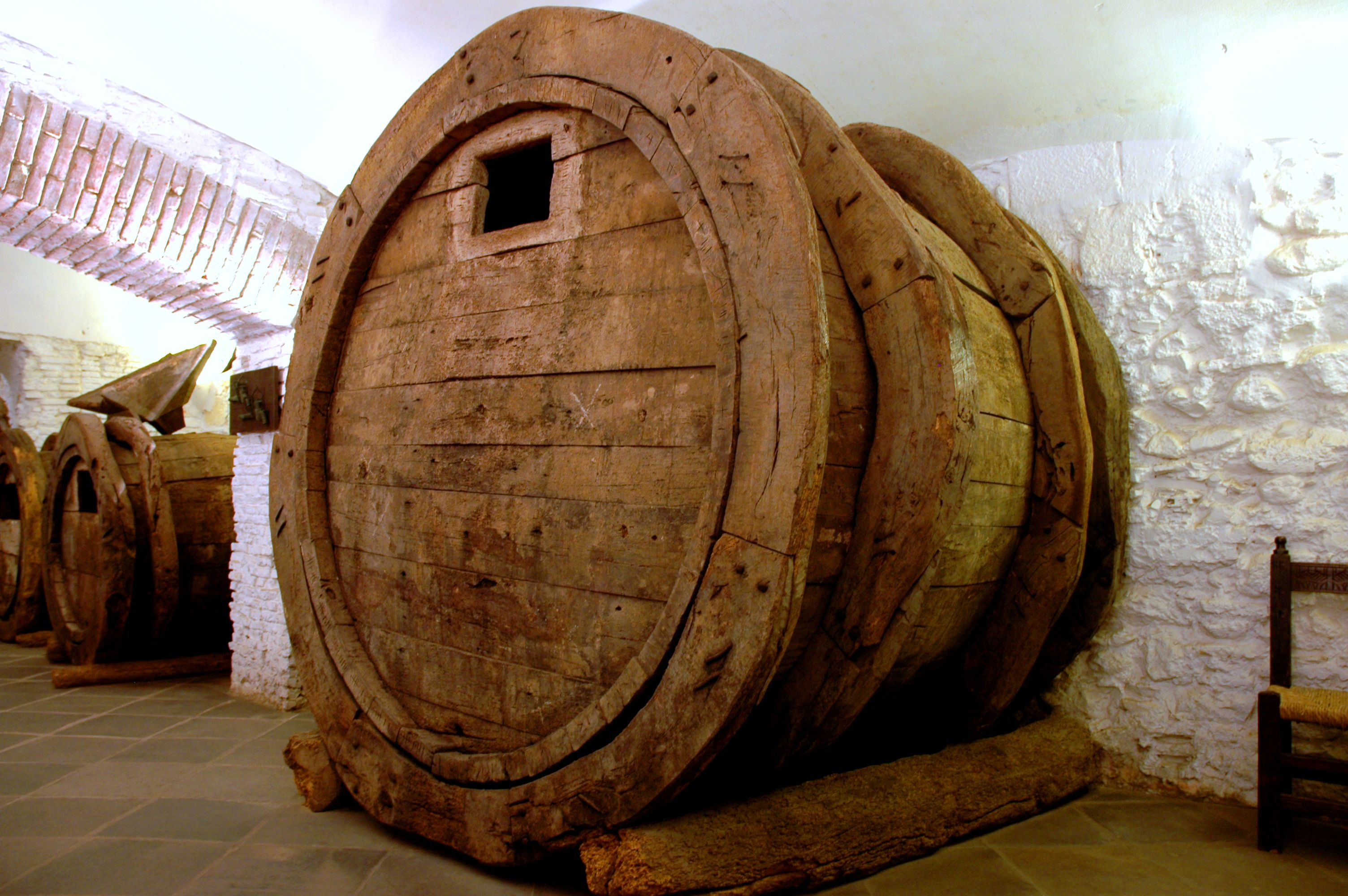
Vieux foudre au musée de la vigne de Peralada.